# Geschiedenis van de biologie

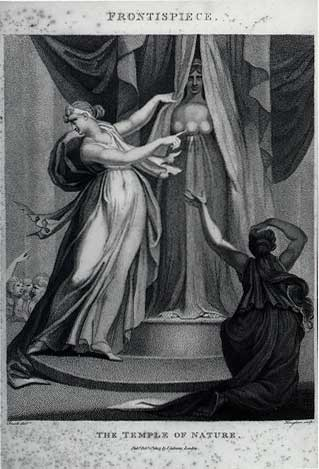
De voorpagina van Erasmus Darwins gedicht The Temple of Nature, met de evolutie als thema, laat de godin Artemis zien die de sluier van de natuur afhaalt. Allegorieën en metaforen speelden een belangrijke rol bij de ontwikkeling van de biologische wetenschap.

De geschiedenis van de biologie betreft de studie van de levende wereld van oude tot nieuwe tijden. Hoewel het concept biologie pas in de 19e eeuw als een enkel samenhangend veld ontstond, kwam de wetenschap van de biologie tevoorschijn uit tradities uit de geneeskunde en natuurlijke historie die teruggingen tot Aristoteles en Galenus in het oude Griekenland en Rome, en die verder ontwikkeld werd in de middeleeuwen door Moslim geneeskundigen en geleerden zoals al-Jahiz, Avicenna, Avenzoar en Ibn al-Nafis. 
Gedurende de Europese renaissance en de vroegmoderne tijd maakte de biologische wetenschap in Europa een revolutie door, met een hernieuwde interesse in empirisme en de ontdekking van veel nieuwe organismen. Vooraanstaand in deze beweging waren Vesalius en Harvey, die experimenten en nauwkeurige waarnemingen in de fysiologie deden. Andere pioniers waren natuuronderzoekers als Linnaeus en Buffon die begonnen met de classificatie van de diversiteit van het leven, naast de bestudering van fossielen en de ontwikkeling en gedrag van levende organismen. Microscopie liet de tot dan onbekende wereld van micro-organismen zien, en legde de grondslag voor de celtheorie. Het groeiende belang van natuurlijke theologie, deels een antwoord op de opkomst van de mechanische filosofie, moedigde de groei van de studie van de natuurlijke historie aan (hoewel deze inbreuk maakte op het teleologische argument).
In de loop van de 18e en 19e eeuw werden biologische disciplines zoals botanie en zoölogie, meer en meer professionele wetenschappelijke disciplines. Lavoisier en andere wetenschappers begonnen de levende en levenloze werelden door middel van natuurkunde en scheikunde te verbinden. Wetenschappers als Alexander von Humboldt onderzochten de interactie tussen organismen en hun omgeving, en de manieren waarop deze relatie afhankelijk is van de geografie - en legden zo de basis voor biogeografie, ecologie en ethologie. Natuuronderzoekers begonnen het essentialisme te verwerpen en overwogen het belang van het uitsterven en de verandering van soorten. Celtheorie gaf een nieuwe kijk op de fundamentele basis van het leven. Deze ontwikkelingen, samen met resultaten van embryologie en paleontologie werden gesynthetiseerd in Charles Darwins' evolutietheorie door middel van natuurlijke selectie. Aan het einde van de 19e eeuw kwam een einde aan de theorie van de spontane generatie en de opkomst van de baciltheorie van ziekten, hoewel het mechanisme van overerving een raadsel bleef.